# Emmanuel Bob Akitani
Emmanuel Bob Akitani, né le 18 juillet 1930 à Aného dans la préfecture des Lacs et mort le 16 mai 2011 à Lomé, est un homme politique et ingénieur togolais. Il est membre fondateur de l'Union des forces de changement (UFC). Il était  marié et père de cinq enfants.

## Biographie

### Études et diplômes
Emmanuel Bob Akitani étudie à la faculté des sciences de Paris et de Poitiers et en classes préparatoires au lycée Henri-IV (mathématiques supérieures), puis obtient une licence ès-science en mathématiques. Par la suite, il rejoint l'École nationale supérieure du pétrole et des moteurs à Rueil-Malmaison jusqu'à en ressortir avec un diplôme d'ingénieur. Il obtint son baccalauréat Première partie (Serie moderne) en 1949 à Paris ( France) puis le Baccalauréat deuxième partie (Serie Matrhs Elementaires) en 1950 à Paris. 

### Activités professionnelles
Il commence sa carrière en tant qu'ingénieur à la Société des pétroles du Sénégal (SPS), une entreprise rattachée à British Petroleum de (Sept 1959-Dec 1960). Il devient directeur adjoint puis directeur des mines et de la géologie (1961-1969). Il rejoint le projet des Nations unies de recherches minières et des eaux souterraines en tant que codirecteur (1963-1969) pus le ministère des Mines du Togo en tant que conseiller technique (1969-1974).
Il intègre le directoire de la CTMB (devenue l'office togolais des phosphates) en 1974 en tant que secrétaire général et le quitte en 1981. Il prend sa retraite en 1983, alors qu'il a le statut d'« ingénieur de classe exceptionnelle du cadre des fonctionnaires des mines et de la géologie ». Il occupe toutefois une dernière fonction, directeur de SARIV, une SARL opérant dans le domaine de l'énergie solaire.

## Cadre politique
Dans les années 1950, Akitani milite auprès de l'Association des étudiants togolais en France (« Jeune Togo ») et de la Fédération des étudiants d'Afrique noire en France (FEANF). De 1957 à 1958, il est président du Jeune Togo. C'est à son initiative qu'une délégation des Étudiants a été envoyée œuvrer aux côtés des Partis nationalistes au Togo lors des historiques élections législatives du 27 avril 1958.
Il retourne au Togo en 1960 et milite d'abord auprès du parti Unité togolaise, avant de créer l'Union des forces de changement, dont il est ensuite premier vice-président,.

## Élection présidentielle de 2005
Emmanuel Bob Akitani est l'un des trois candidats restants en liste le 24 avril 2005, jour des élections. Ce scrutin très contesté a été l'objet de nombreuses irrégularités pour éviter son élection,. D'après des décomptes officieux, il aurait dû être le véritable vainqueur de ces élections avec une large majorité. Faure Gnassingbé, fils du général Eyadema, a été officiellement proclamé président de la République.